# Resolução 219 do Conselho de Segurança das Nações Unidas
A Resolução 219 do Conselho de Segurança das Nações Unidas aprovada em 17 de dezembro de 1965, após ter reafirmado as resoluções anteriores sobre o tema, o Conselho prorrogou o destacamento no Chipre da Força das Nações Unidas para Manutenção da Paz no Chipre por um período adicional de três meses, que termina agora em 26 de março de 1966.
A resolução foi a última a ser adotada por 11 Estados membros. No ano seguinte, a composição do Conselho de Segurança aumentou para 15 membros.